# Repère de nivellement
Pour les articles homonymes, voir Repère.
Cet article court présente un sujet plus développé dans : Nivellement (topographie) et Benchmark.
Un repère de nivellement matérialise une altitude déterminée par nivellement.
C'est un repère en fonte qui est scellé par ciment dans un support vertical stable et pérenne (mur, rocher, pont), d'où la préférence des bâtiments publics (mairies, écoles, gares, ponts, écluses, églises, etc.) pour l'apposition des repères. Ils sont en général scellés à environ une cinquantaine de centimètres au-dessus du sol. C'est l'altitude de son sommet qui est connue avec précision car le géomètre y pose une mire pour déterminer d'autres altitudes en retour, par nivellement.

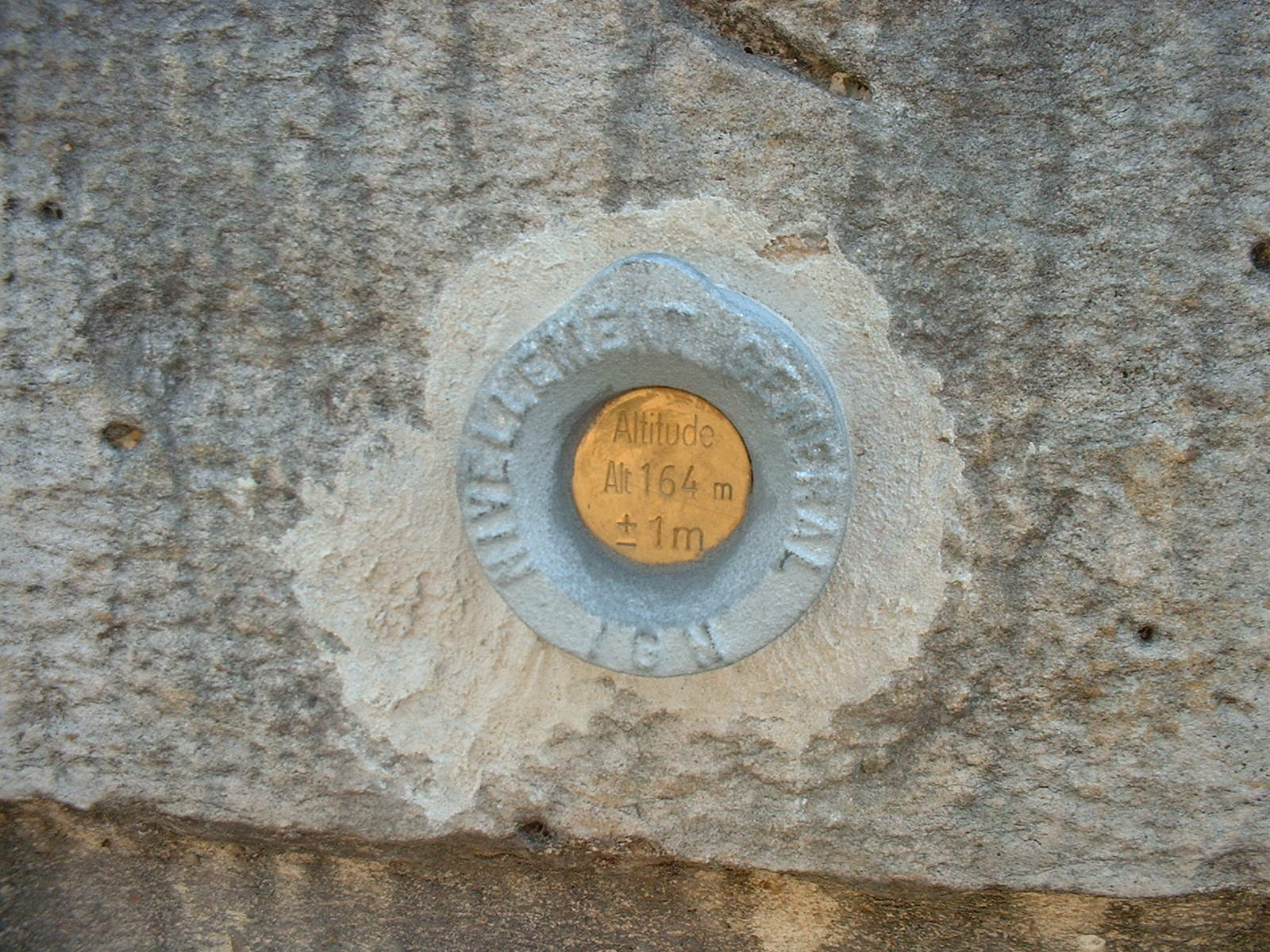
Repère de nivellement français.
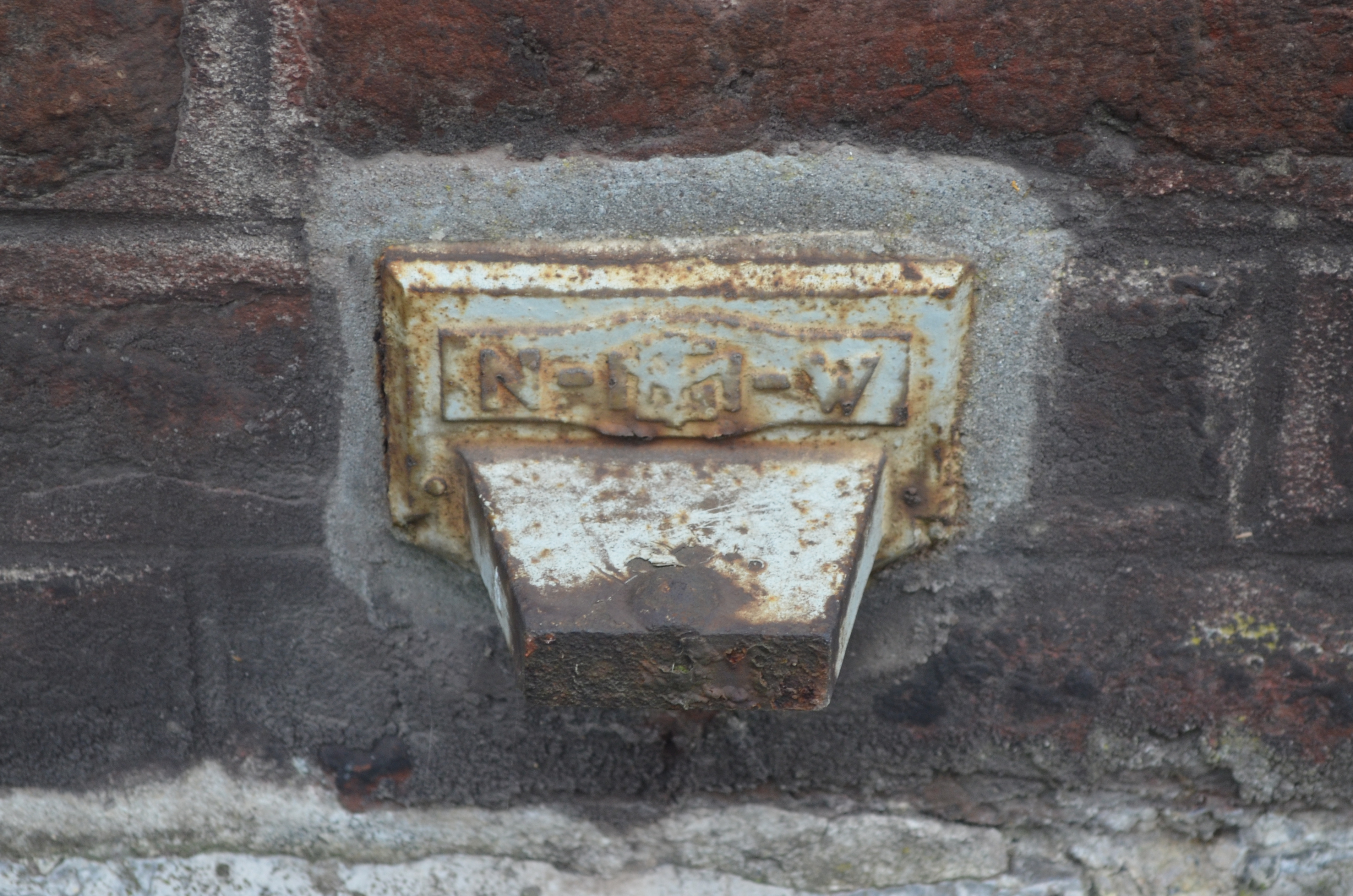
Repère de nivellement belge (certains repères français anciens ont également cette apparence).

## En France

### Paris

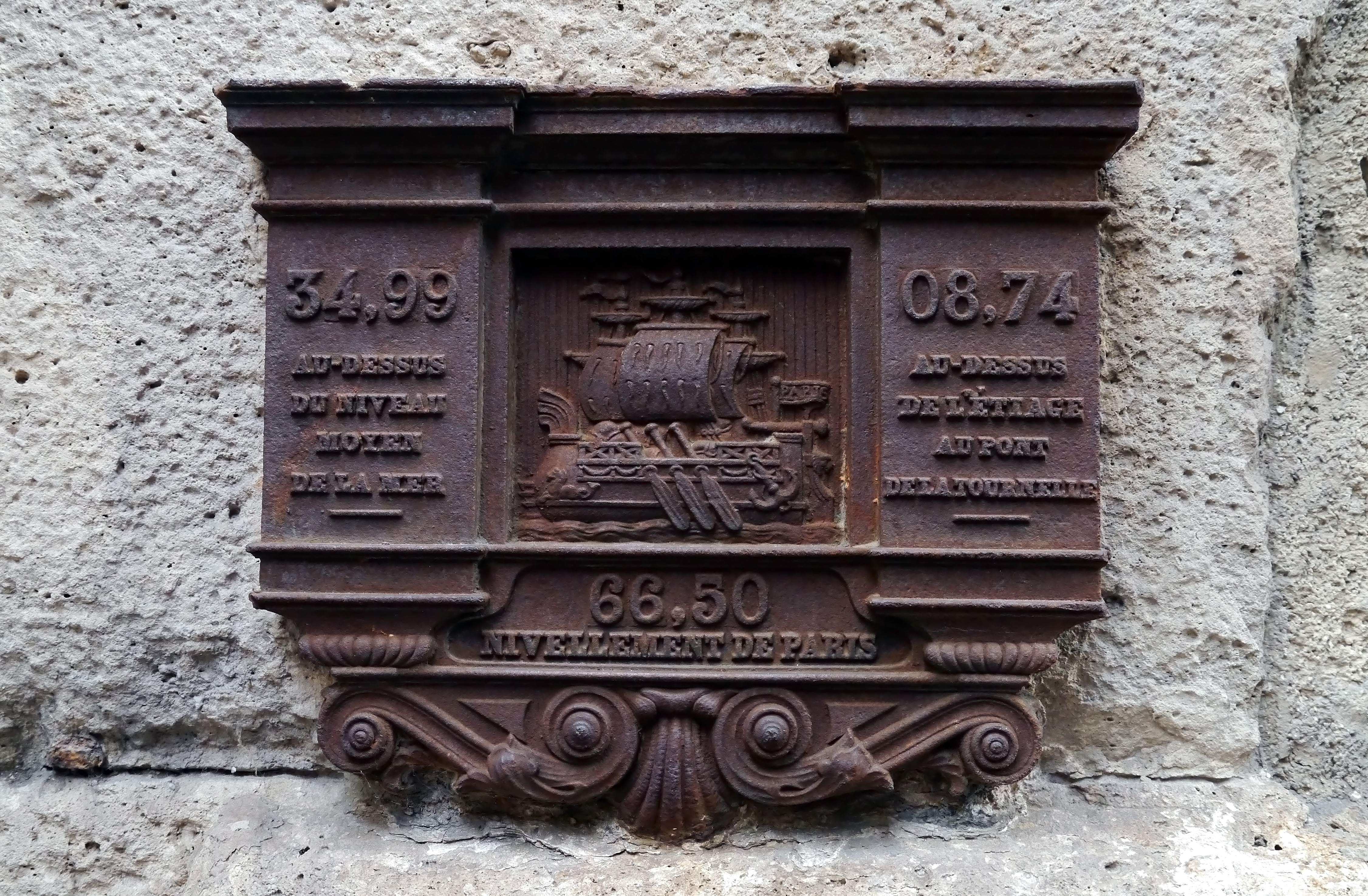
Plaque située Rue des Grands-Augustins.

À Paris, les plaques de nivellement apparaissent au milieu du XIXe siècle sous l’impulsion du baron Haussmann.

### Lyon

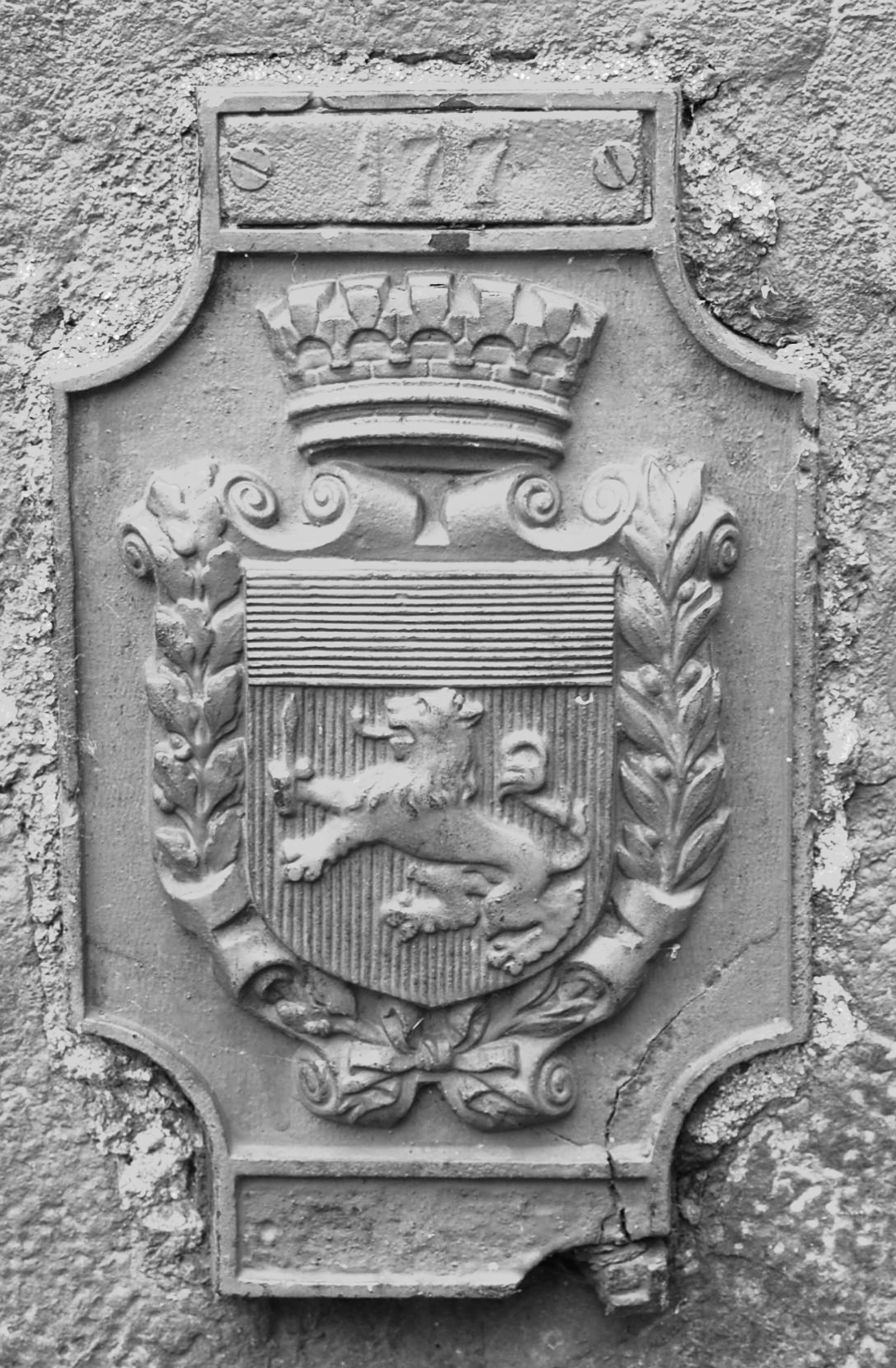
Plaque située sur la façade du Musée des Beaux-Arts de Lyon.

Plus de 600 plaques ont été posées en de 1857 avec pour objectif d’établir précisément dans tous les quartiers de Lyon, des repères fixes destinés à faciliter les différents travaux d'urbanisme : pavage, voirie, distribution d'eau, chemins de fer, etc. Ce travail a été initié en 1855 par Joseph Gustave Bonnet, nommé ingénieur au service de voirie à Lyon en 1845. Les calculs de M. Bonnet doivent permettre la construction d'ouvrages pour lesquels il est nécessaire d'avoir une référence altimétrique. Ainsi, durant 16 ans, il assure ses missions au sein de la Ville de Lyon et dirige le travail de construction d'ouvrages avec une référence altimétrique calculée sur le niveau de l’eau du port de Marseille. Ainsi toutes les altitudes du nivellement de Lyon inscrites sur les nouvelles plaques se rapportent à la basse mer de la Cité phocéenne.
Le site du Géomusée donne une liste complète de ces repères existants ou détruits avec leur emplacement.